# جوز جنوبي
جوز جنوبي (الاسم العلمي:Juglans australis) هو نوع من النباتات يتبع جنس الجوز من الفصيلة الجوزية.